# Christopher Abendroth
Christopher Abendroth (* 1977 in Berlin) ist ein deutscher Fantasy- und Science-Fiction-Autor.

## Leben und Wirken
Abendroth wuchs in Berlin auf. Er schreibt seit den 1990er Jahren Science-Fiction- und Fantasy-Geschichten. In Berlin absolvierte er sein Informatik-Diplom und siedelte nach Frankfurt am Main. Er arbeitet dort als Führungskraft im Kundenservice. Als Autor arbeitet er zusammen mit seiner Ehefrau Stephanie Abendstern.

## Auszeichnungen
Seine Debüt-Novelle Der salzige Geschmack unserer Freiheit wurde 2023 mit dem Phantastik-Literaturpreis Seraph in der Kategorie Bester Independent-Titel ausgezeichnet.

## Erscheinungen
- Der salzige Geschmack unserer Freiheit. Books on Demand, Norderstedt 2023, ISBN 978-3-7568-2844-9.
- Traum von Klauen und Dämmergrün. In: Die Macht der Weltenwandler. Band 1. Books on Demand, Norderstedt 2023, ISBN 978-3-7578-1248-5.
- Wille aus Stahl und Morgenröte. In: Die Macht der Weltenwandler. Band 2. Books on Demand, Norderstedt 2024, ISBN 978-3-7583-2416-1.
- Reise durch Nacht und Regenblau. In: Die Macht der Weltenwandler. Band 3. Books on Demand, Norderstedt 2024, ISBN 978-3-7597-0709-3.
- Pfad durch Licht und Grabesschwärze. In: Die Macht der Weltenwandler. Band 4. Books on Demand, Norderstedt 2024, ISBN 978-3-7597-2961-3.